# Burdignin
Burdignin est une commune française située dans le département de la Haute-Savoie, en région Auvergne-Rhône-Alpes.

## Géographie

### Localisation
Burdignin se situe dans la vallée Verte. La commune est bordée par la Menoge qui sert de limite territoriale avec la commune voisine de Villard.
Burdignin est située à 55 kilomètres au nord-est d'Annecy, préfecture de Haute-Savoie, et à 27 kilomètres au sud de la sous-préfecture Thonon-les-Bains.

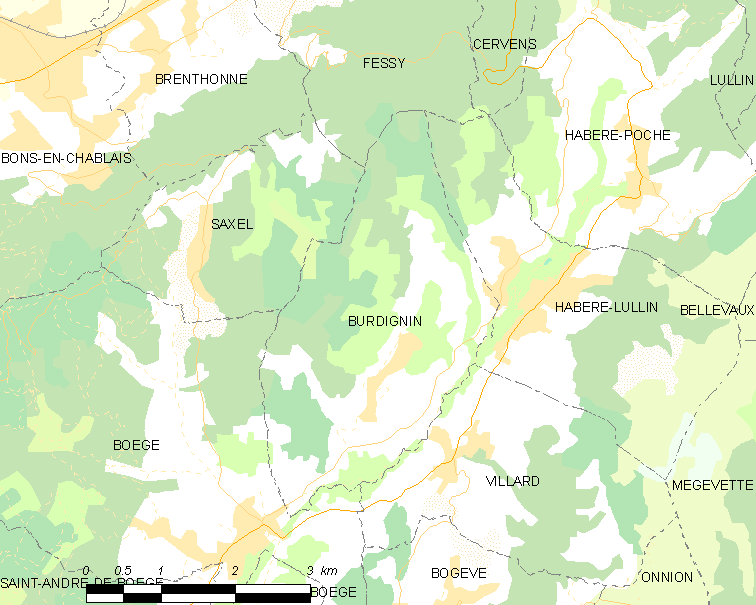

## Urbanisme

### Typologie
Au 1er janvier 2024, Burdignin est catégorisée commune rurale à habitat dispersé, selon la nouvelle grille communale de densité à sept niveaux définie par l'Insee en 2022.
Elle est située hors unité urbaine. Par ailleurs la commune fait partie de l'aire d'attraction de Genève - Annemasse (partie française), dont elle est une commune de la couronne,. Cette aire, qui regroupe 158 communes, est catégorisée dans les aires de 700 000 habitants ou plus (hors Paris),.

### Occupation des sols
L'occupation des sols de la commune, telle qu'elle ressort de la base de données européenne d’occupation biophysique des sols Corine Land Cover (CLC), est marquée par l'importance des forêts et milieux semi-naturels (61,7 % en 2018), une proportion sensiblement équivalente à celle de 1990 (62,2 %). La répartition détaillée en 2018 est la suivante :
forêts (59,5 %), prairies (32,6 %), zones urbanisées (3,1 %), zones agricoles hétérogènes (2,7 %), milieux à végétation arbustive et/ou herbacée (2,3 %).
L'IGN met par ailleurs à disposition un outil en ligne permettant de comparer l’évolution dans le temps de l’occupation des sols de la commune (ou de territoires à des échelles différentes). Plusieurs époques sont accessibles sous forme de cartes ou photos aériennes : la carte de Cassini (XVIIIe siècle), la carte d'état-major (1820-1866) et la période actuelle (1950 à aujourd'hui).

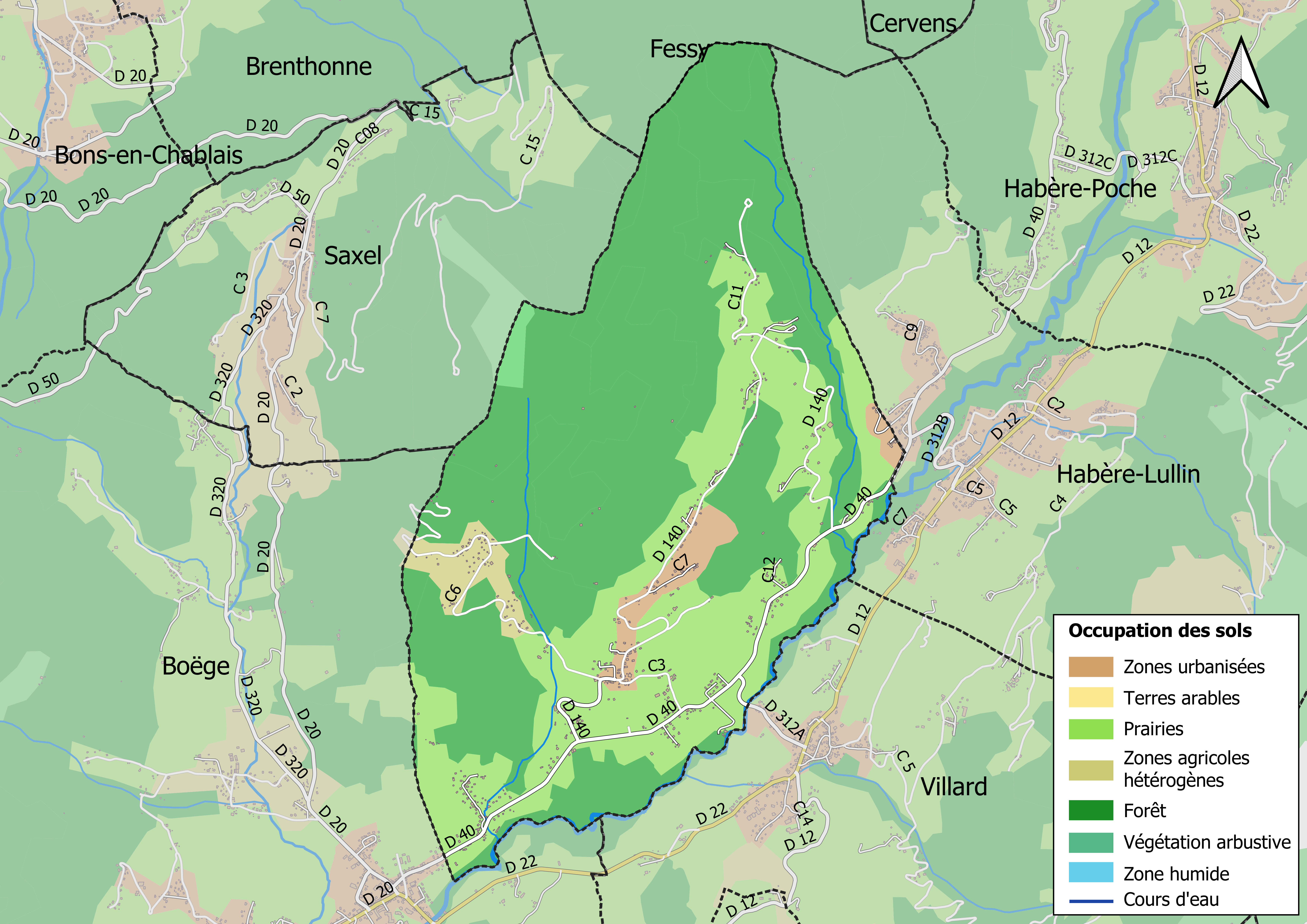
Carte des infrastructures et de l'occupation des sols en 2018 (CLC) de la commune.
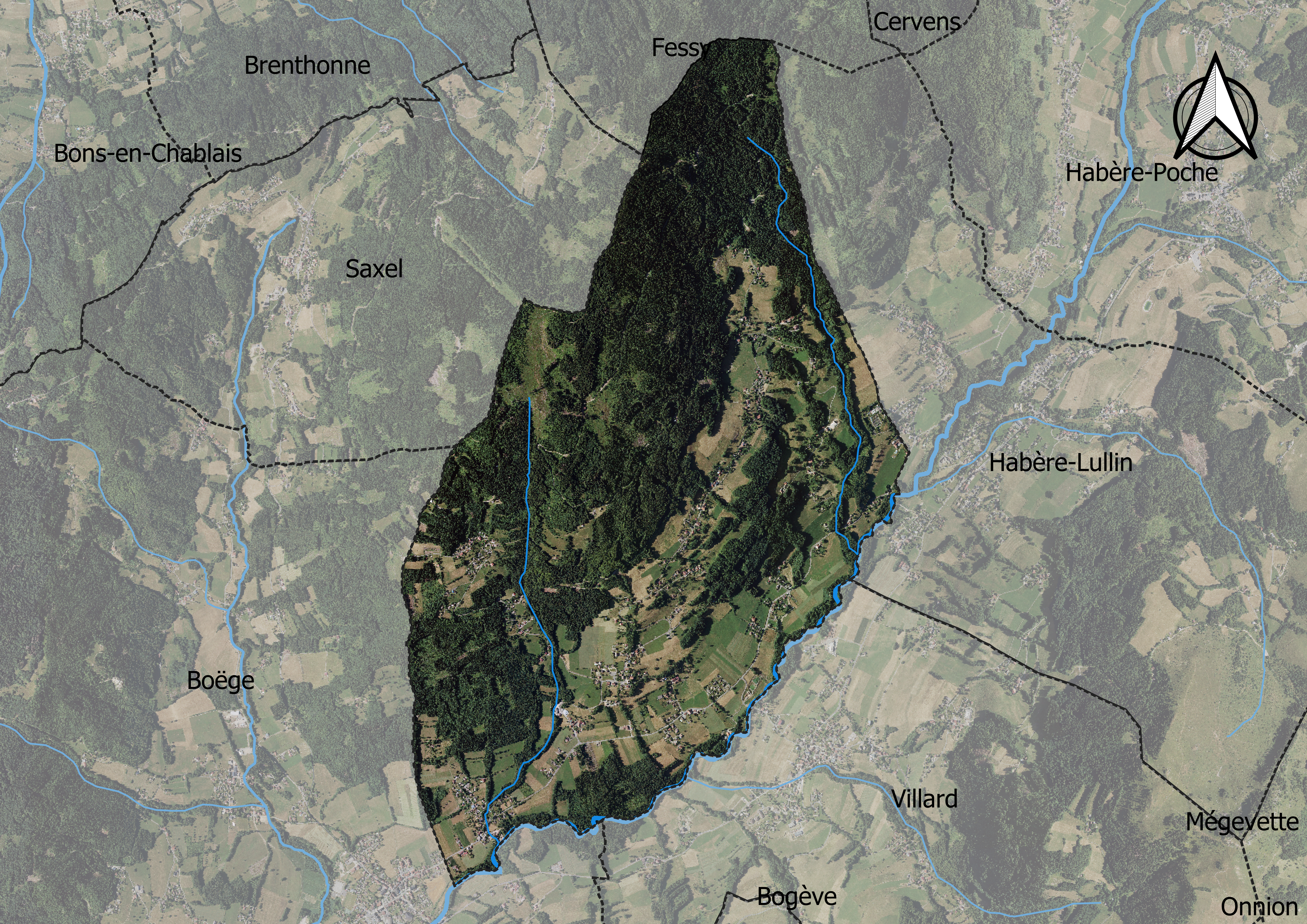
Carte orthophotogrammétrique de la commune.

## Toponymie
Le nom de la localité est attesté sous les formes Burdignens en 1275; Bordignigno en 1339; Burdignin vers 1344; Burdignins en 1385.
Albert Dauzat, qui ne cite pas de forme ancienne, c'est-à-dire qu'il n'en connaît pas, a rapproché ce toponyme de Burdignes (Loire, Burdiniaco 1061) qui repose le nom de personne gallo-romain *Burdinius (non attesté), dérivé du nom de personne gaulois Burdos (attesté), suivi du suffixe d'origine gauloise -acum. Dans le cas de Burdignin, il s'agirait du même anthroponyme, mais suivi d'un autre suffixe, c'est-à-dire le suffixe latin -anum, devenu -in par évolution phonétique plutôt insolite, d'où le sens global de « propriété de Burdinius ».
La nature des formes anciennes incite à se tourner vers une autre hypothèse : il s'agirait d'une formation toponymique d'origine burgonde, procédant d'un primitif *Burdiningos, à savoir un nom de personne Burdin-, suivi du suffixe germanique -ing, romanisé en -ingos, d'où le sens global « chez les Burdiningi »,.
En francoprovençal, le nom de la commune s'écrit Bordenyin (graphie de Conflans) ou Bôrdegnin (ORB).

## Histoire
En 1862, lors de la démolition de l'ancienne église fut découverte une inscription en caractères gothiques, datée des calendes de juin 1300 et faisant remonter la construction de l'église primitive au VIe siècle par des religieux acoemètes. Burdignin fut ainsi le premier centre religieux de la vallée Verte. Aux premiers religieux, succédèrent à une date inconnue, les bénédictins de l'abbaye d'Ainay à Lyon (XIIIe siècle).
Deux siècles plus tard, ce sont les chanoines de l'abbaye de Filly. Les ruines du prieuré existaient encore en 1732, lors de l'établissement du cadastre. Ajoutons que le coteau bien exposé de Burdignin permit d'ajouter la culture de la vigne qu'introduisirent les religieux. En 1302, un prêtre de Genève reconnaît y tenir viagèrement du chapitre de cette ville et sous le cens de 50 sous genevois une vigne appelée « le clos de Retornu ».
Le monument aux morts de la commune est accompagné de deux canons allemands de 77 mm et de deux obus de 280 mm de calibre dont l'origine a été identifiée par René Perrissin, président du comité du Souvenir français de Burdignin. À la suite d'une circulaire du 17 juin 1920 du sous-secrétaire d'État au commerce chargé des demandes par les communes de trophées de guerre destinés à orner les monuments des Morts de la guerre, Claude Louis Perrollaz, maire de la commune, adresse un courrier au Ministre de la Guerre le 28 décembre 1921 pour obtenir « deux canons de 77 ou, à défaut, 2 crapouillots ou 6 obus du plus gros calibre si possible ». Il reçoit l'année suivante une réponse positive du Sous-secrétaire d'État aux finances chargé de la liquidation des stocks. Deux canons de campagne récupérés au parc d'Artillerie de Vincennes et deux obus issus du parc d'artillerie d'Orange sont fournis à la commune. L'un des canons participera au défilé tandis que le second sera exposé sur la place de la mairie de Larringes.

## Politique et administration

### Situation administrative
La commune de Burdignin appartient au canton de Sciez, qui compte selon le redécoupage cantonal de 2014 25 communes. Avant ce redécoupage, elle appartenait au canton de Boëge, depuis 1860.
Elle forme avec sept autres communes — Boëge, Bogève, Habère-Lullin, Habère-Poche, Saint-André-de-Boëge, Saxel et Villard — depuis janvier 2010 la communauté de communes de la Vallée Verte. Elle fait suite SIVOM de la Vallée Verte créé en 1966.
Burdignin relève de l'arrondissement de Thonon-les-Bains, depuis 1939 et de la troisième circonscription de la Haute-Savoie, dont le député est Martial Saddier (LR) depuis les élections de 2017.

### Liste des maires
| Période                                  | Période         | Identité               | Étiquette     | Qualité                                        |
| ---------------------------------------- | --------------- | ---------------------- | ------------- | ---------------------------------------------- |
| Les données manquantes sont à compléter. |                 |                        |               |                                                |
| 1860                                     | 1865            | Joseph-Marie Saillet   |               |                                                |
| 1865                                     | 1876            | Jean Marie Saillet     |               |                                                |
| 12 janvier 1876                          | octobre 1876    | Alexis Rosay           |               |                                                |
| 8 octobre 1876                           | 13 février 1883 | Eugène Condevaux       |               |                                                |
| 6 mai 1883                               | 1888            | Joseph Curt-Molliet    | Républicain   |                                                |
| 1888                                     | 1892            | Maurice Condevaux      | Républicain   |                                                |
| 1892                                     | 18 octobre 1898 | Maurice Saillet        | Républicain   |                                                |
| 4 décembre 1898                          | 1919            | Maurice Condevaux      | Radical       |                                                |
| 1919                                     | 1945            | Claude Louis Perrollaz | RG socialiste |                                                |
| 1945                                     | 1947            | Joseph Condevaux       |               |                                                |
| 1947                                     | 1953            | Henri Joseph Perrollaz |               |                                                |
| 1953                                     | 1974            | Octave Sauthier        |               |                                                |
| 1974                                     | 1977            | Alphonse Perrollaz     |               |                                                |
| 1977                                     | 7 juillet 1981  | Michel Condevaux       |               |                                                |
| 25 août 1981                             | 31 mars 1983    | Louis Condevaux        |               |                                                |
| 28 avril 1983                            | 1989            | Jean Marth             |               |                                                |
| 1989                                     | 1990            | Christian Bricard      |               |                                                |
| 1990                                     | 1995            | Marcel Larsimon        |               |                                                |
| 2001                                     | 2020            | Yves Dupraz            | DVD           | Ouvrier Président de la Communauté de communes |
| 2020                                     | En cours        | Pierre Chautemps       |               |                                                |

## Démographie
Les habitants sont appelés les Bornérands.
L'évolution du nombre d'habitants est connue à travers les recensements de la population effectués dans la commune depuis 1793. Pour les communes de moins de 10 000 habitants, une enquête de recensement portant sur toute la population est réalisée tous les cinq ans, les populations de référence des années intermédiaires étant quant à elles estimées par interpolation ou extrapolation. Pour la commune, le premier recensement exhaustif entrant dans le cadre du nouveau dispositif a été réalisé en 2004.

En 2022, la commune comptait 688 habitants, en évolution de +13,53 % par rapport à 2016 (Haute-Savoie : +6,01 %, France hors Mayotte : +2,11 %).
| 1793 | 1800 | 1806 | 1822 | 1838 | 1848 | 1858 | 1861 | 1866 |
| ---- | ---- | ---- | ---- | ---- | ---- | ---- | ---- | ---- |
| 490  | 515  | 525  | 613  | 700  | 763  | 696  | 667  | 703  |

| 1872 | 1876 | 1881 | 1886 | 1891 | 1896 | 1901 | 1906 | 1911 |
| ---- | ---- | ---- | ---- | ---- | ---- | ---- | ---- | ---- |
| 726  | 686  | 701  | 705  | 637  | 657  | 629  | 623  | 620  |

| 1921 | 1926 | 1931 | 1936 | 1946 | 1954 | 1962 | 1968 | 1975 |
| ---- | ---- | ---- | ---- | ---- | ---- | ---- | ---- | ---- |
| 504  | 503  | 374  | 346  | 328  | 362  | 312  | 313  | 371  |

| 1982 | 1990 | 1999 | 2004 | 2006 | 2009 | 2014 | 2019 | 2022 |
| ---- | ---- | ---- | ---- | ---- | ---- | ---- | ---- | ---- |
| 306  | 439  | 569  | 643  | 637  | 601  | 612  | 673  | 688  |

## Culture locale et patrimoine

### Lieux et monuments
- Église de la Nativité-de-Marie due à l'architecte Imperatori est construite en 1861 dans un style néogothique[21],[22]. Elle présente un plan en croix latine avec une nef unique de trois travées, un transept et un chœur pentagonal percé de trois vitraux. Il semble que quelques remplois d'édifices anciens aient été faits, notamment dans le porche d'entrée (linteaux à accolades).

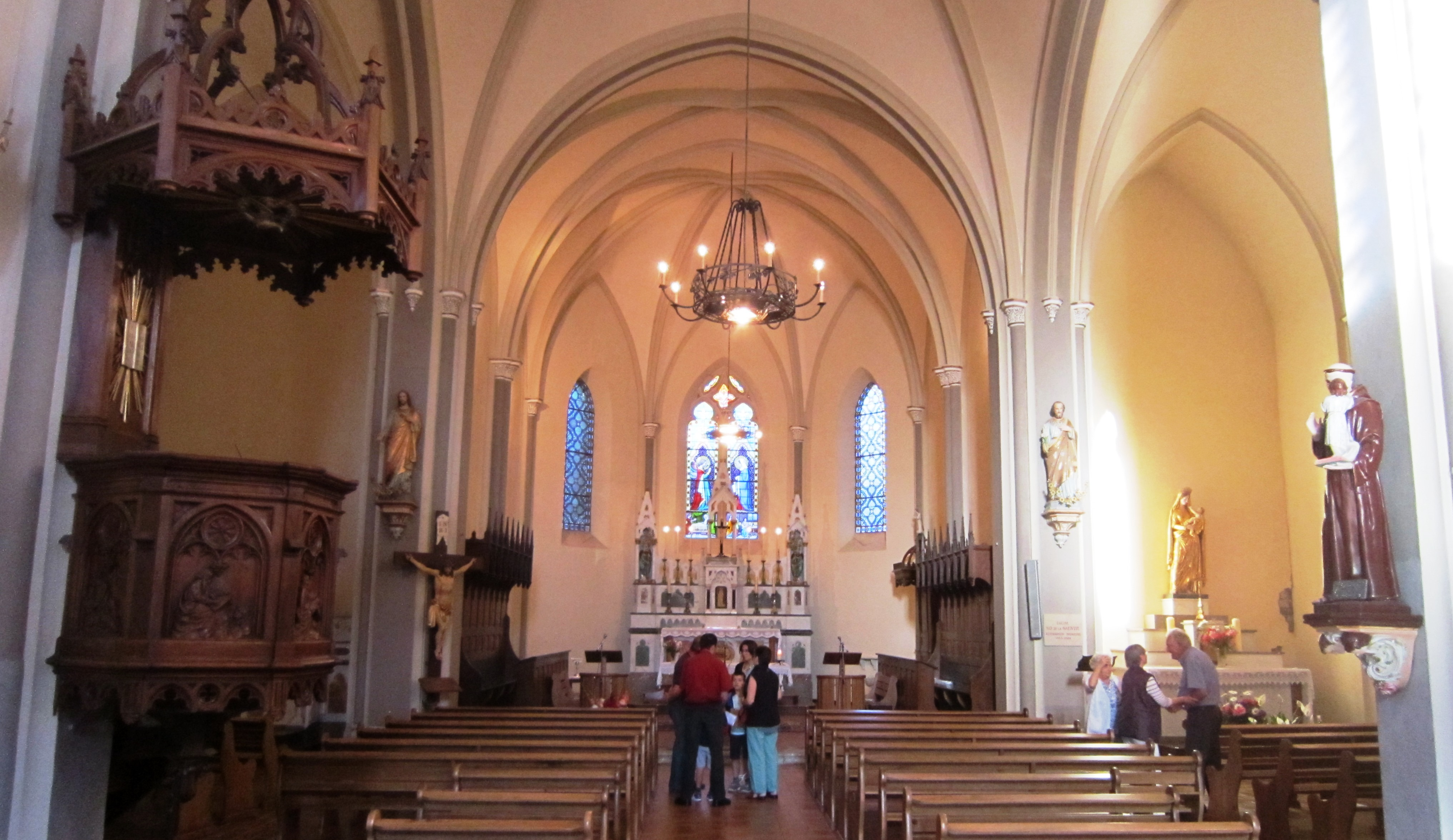
La nef
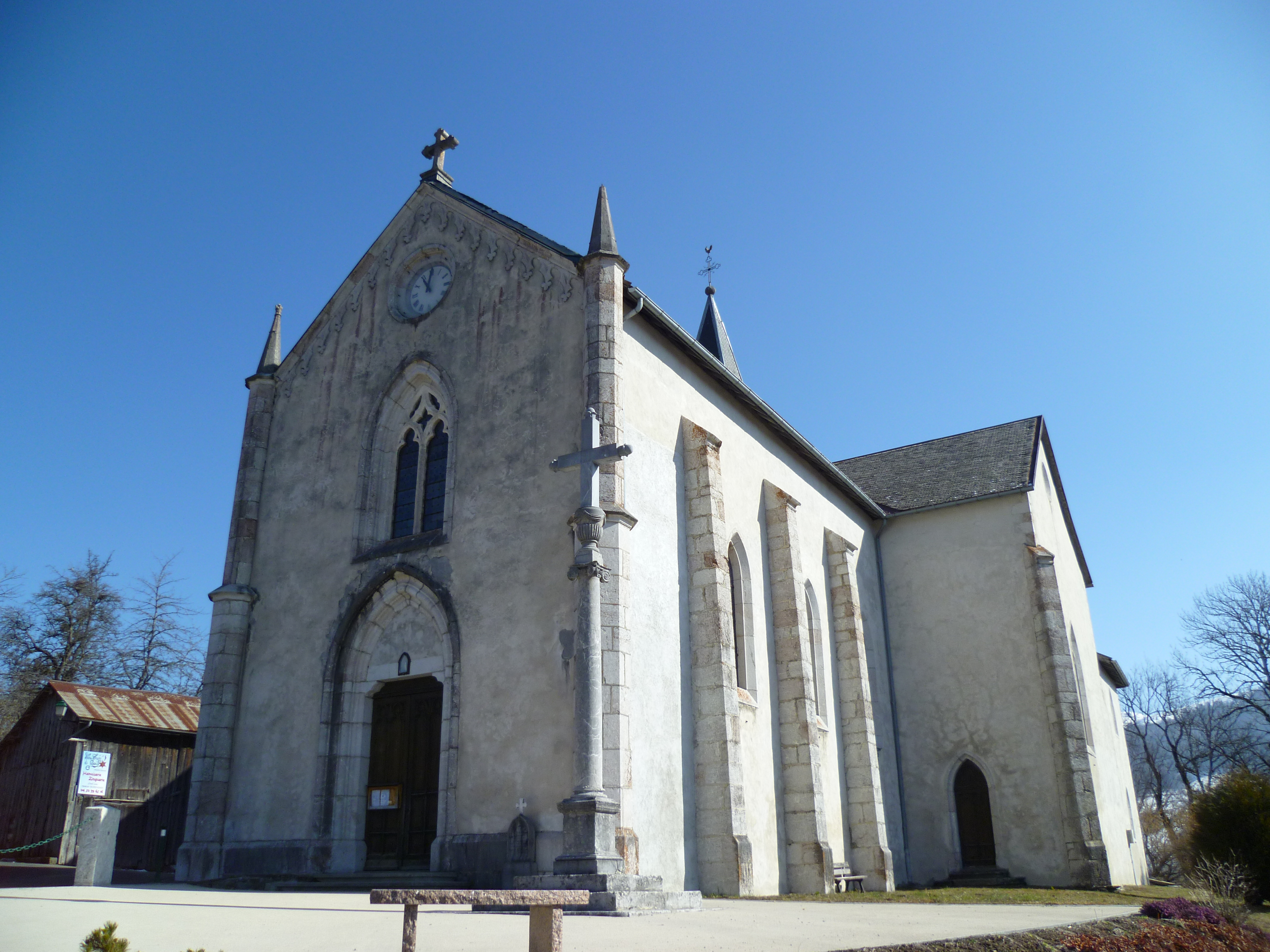
Vue d'ensemble
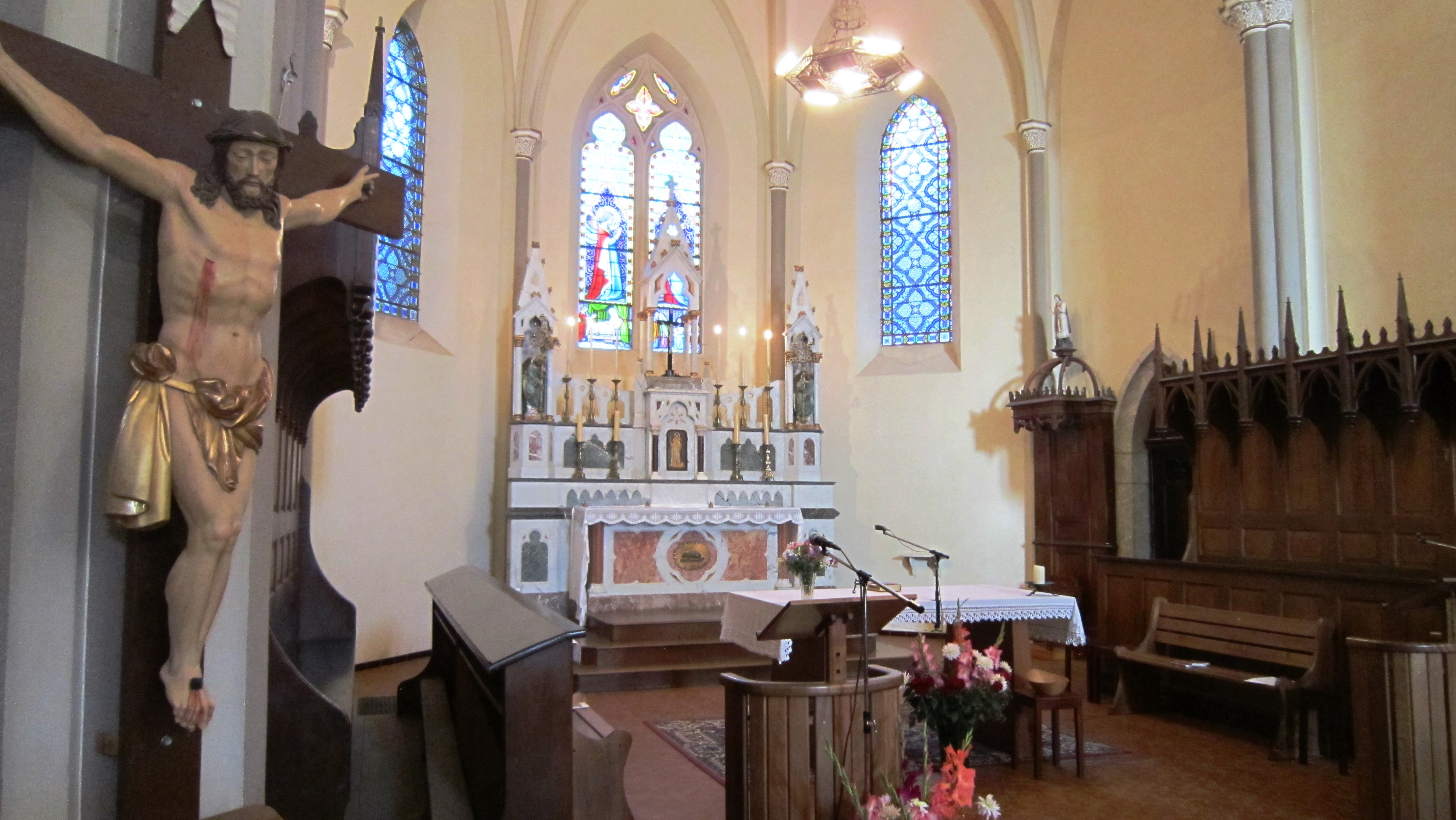
Le chœur et les stalles

- Village de l'Espérance. Maurice Novarina y construit une chapelle en 1958. Celle-ci est ornée de très beaux vitraux de Jean Bazaine.